# Уинтроп, Джон

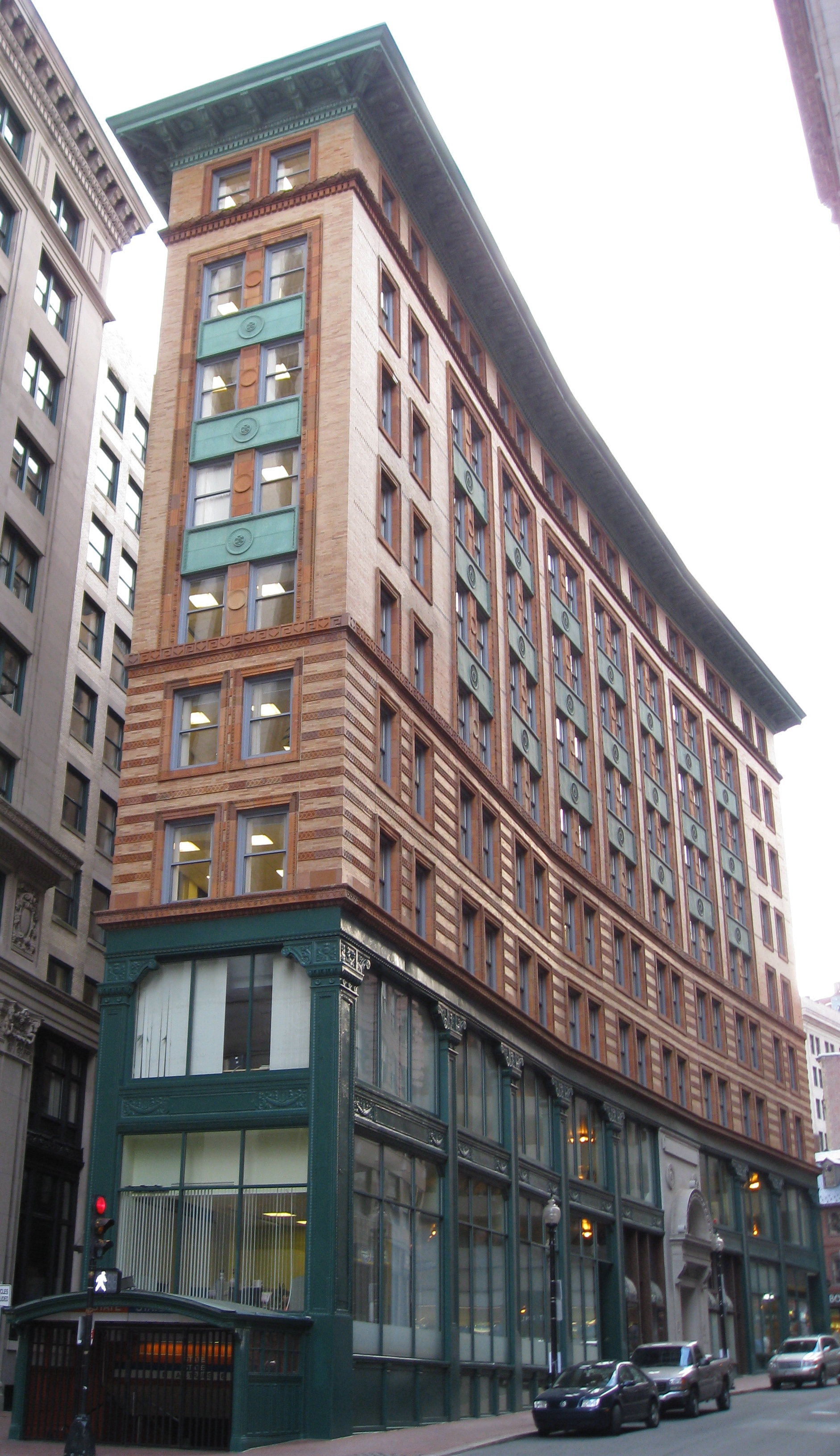
Здание в Бостоне, названное именем Джона Уинтропа

Джон Уинтроп (англ. John Winthrop; 12 января 1588 — 26 марта 1649) — английский юрист, американский государственный деятель, губернатор Массачусетской колонии.

## Биография
Родился в богатой землевладельческой семье Адама и Анны Уинтроп в графстве Саффолк (Англия).
Когда дядя Джон Уинтроп (брат Адама) переехал в Ирландию, семья Уинтроп тоже переселилась в Ирландию в местечко Groton Manor.
Получил образование в Кембридже и занимался юридической практикой. Получил звание Lord of the Manor в Groton (Саффолк).
Хотя Уинтроп не был в числе основателей Колонии Массачусетского залива, с 1629 года он стал участвовать в её деятельности. В октябре 1629 года Уинтроп был избран губернатором Колонии, а в апреле 1630 года он возглавил группу колонистов Нового света, основав ряд пуританских общин на берегу Массачусетского залива и реки Чарльза. В своей проповеди «Модель христианского милосердия» на корабле по пути в Америку Уинтроп назвал будущее поселение колонистов «градом на холме», призванным показать пример другим народам.
Уинтроп проводил эксперименты с целью получения соли из морской воды методом выпаривания, был одним из основателей металлургического завода в колонии Массачусетского залива в 1633 году. Он также интересовался медициной и успешно занимался врачеванием.
Во время своего пребывания в Америке Уинтроп вел переписку с учёными Англии и во время посещения Англии в 1641—1643 годах был избран членом Лондонского Королевского Общества. Он имел телескоп, и в то время как он жил в Хартфорде в 1644, он наблюдал за звёздами. Уинтроп утверждал, что видел, или думал, что видел, пятый спутник Юпитера. Он сообщил об этом Королевскому Обществу, но оно отнеслось к сообщению скептически. Только в сентябре 1892 года Эдвард Барнард подтвердил существование этого спутника.
Сын — Джон Уинтроп (младший) (1605/06—1676) — английский государственный деятель, губернатор Колонии Коннектикут.
Считается, что именно с багажом Джона Уинтропа в 1630-е годы на американский континент прибыла из Англии первая столовая вилка, бывшая тогда немалой редкостью в самом королевстве.

## Память
- В честь Джона Уинтропа названы города в США — Уинтроп (штат Массачусетс) и Уинтроп (округ Кеннебек, штат Мэн).
- В честь него также назван Уинтроп-хаус в Гарвардском университете.
- Его именем названы скверы в Бостоне и Кембридже, а также одно из высотных зданий Бостона.
- В Бостоне Уинтропу установлен также памятник.[10]